# El Tempranillo
José Pelagio Hinojosa Cobacho anomenat "José María el Tempranillo" (pedania de Jauja, corregiment de Còrdova, 21-24 de juny de 1805 - Alameda, província de Màlaga, 23 de setembre de 1833) va ser un bandoler espanyol rebel i liberal que actuà a Sierra Morena.
Va néixer a una pedania de Lucena anomenada Jauja, de l'actual província de Còrdova. Era fill dels jornalers Juan i María, de la mateixa manera que els seus avis. José no va tenir estudis i des de molt nen va haver de treballar com a jornaler al costat dels seus pares i al servei d'un senyoret de la zona.
Amb tan sols 15 anys comença la seva vida com a bandoler. La causa es troba en el dia 29 de setembre de 1820 al romiatge de San Miguel on va matar a un home. Hi ha tres hipòtesis sobre el crim que va cometre: la primera, és que José venja la mort del seu pare; la segona venjant la violació de la seva mare ja vídua. I la tercera és la de José enamorat de Clara, una nena de Jauja: al final del romiatge hi hauria hagut un ball on un home adult hauria importunat Clara, José s'enfrontà a l'home i es baté en duel de navalles. José hauria sortit victoriós en triomfar la seva navalla i occir el seu contrincant. El fet s'hauria fet públic i hagué de fugir, ja que la pena imposada per a aquest delicte era la de la mort en la forca. Hauria pres el primer cavall que va veure i es va llançar a les muntanyes de Sierra Morena per sobreviure.
En els seus primers anys com a bandoler es va dedicar al contraban i es va dir que s'havia incorporat a la banda de Los siete niños de Écija, que es guanyaven la vida robant a tots aquells que es trobaven per la serra. Aquí va ser on el van sobrenomenar "el Tempranillo", tal vegada d'antuvi que va haver de fugir de la justícia. En aquesta banda es trobava José Ulloa, "el Tragabuches", que era bandoler a causa de matar a la seva dona i al seu amant. Malgrat estar durant uns dos anys amb aquesta banda, on va aprendre bastant, José, amb 18 anys, va crear la seva pròpia. Es va especialitzar en assalts a carruatges i diligències, sobretot de la Hisenda del Regne. El rei Ferran VII no sabia com parar aquestes grans onades de bandolers que s'estaven produint al sud d'Espanya i va enviar-hi grans batallons especialitzats de soldats, anomenats migueletes.
El 1825, amb 20 anys, ja el seguien 14 homes, tots més grans que ell. Qualsevol que passés per Sierra Morena havia de heure-se-les amb ell i la seva banda. No obstant això, se'l coneixia com "el bandit bo", ja que era capaç de repartir més diners als seus companys que a ell mateix i si un poble estava en situació precària, ell donava grans diners a canvi de refugi. En altres ocasions ajudava a gent pobra, com un arrier que portava a un ruc moribund, ja que era l'única cosa que posseïa per treballar i mantenir a la seva nombrosa família. "El Tempranillo" li va proposar que comprés la mula del ferrer de la zona per 1.500 rals que ell mateix li donava. L'arrier va comprar la mula, i uns bandolers van anar l'endemà a demanar al ferrer els 1.500 rals, al que aquest va haver d'accedir en dir els bandolers que venien de part del "Tempranillo". Sempre va lluitar contra els cacics i els latifundistes.
Molts dels fugits de la justícia s'unien a ell i va arribar a comptar amb 50 homes, entre ells, “el Lero”, "el Venitas", "el de la Torre" o "el Veneo". Molts d'ells eren herois de la Guerra del francès.
El seu cop més famós i espectacular va ser a Écija, quan va assaltar i va robar una gran diligència que portava gran quantitat de diners de la Hisenda. Tenia una espècie de servei d'espionatge al llarg dels pobles on la gent li informava sobre els moviments dels homes del Rei. Així mateix, comptava amb les informacions del confident del governador de Sevilla, Pedro Ignacio Angle Martín, natural de Salamanca, extremadament intel·ligent Va controlar tots els passos de Sierra Morena i cobrava peatge a tot carruatge que volgués endinsar-se per aquells paratges. Les seves accions van arribar a recórrer no solament Espanya sinó també Europa el que va portar a escriptors com Prosper Mérimée, el qual va dir: A Espanya mana el Rei, però a Sierra Morena mana "el Tempranillo", a escriure sobre ell. També el van conèixer pintors com a J. F. Lewis que va ser el que millor ho va retratar, com un home de poca alçada, fort, i amb penetrants ulls grisos. Vestia amb una jaqueta fina i camisa de cotó, i entre la seva faixa sempre portava dues pistoles i dues navalles.
A part dels seus assalts i delictes, es va demostrar que no era pervers ni assassí despietat, com altres bandolers coneguts. Per exemple, tractava molt bé a les dames a les quals robava. Quan assaltava a un carruatge era el primer a ajudar-les a baixar oferint el seu braç, després les hi portava a l'ombra i els anava llevant les joies mentre deia:Una mà tan bella no necessita aquestes joies, i les dames sospiraven per ell. Es va casar amb María Jerónima Francès, una jove i bella gaditana, ella va quedar embarassada i el 6 de gener de 1832 estava a punt de parir en un mas de Grazalema, quan els migueletes van envoltar el mas i van atacar a la casa on estaven el bandoler i la seva dona. "El Tempranillo" va respondre a l'atac i els soldats del Rei no s'atrevien a assaltar la casa per por que hi hagués més bandolers. Enmig de tants trets i pànic, María, molt nerviosa, va morir en el part i el nen nounat amb prou feines va sobreviure. Veient aquesta situació, "el Tempranillo" va actuar amb rapidesa, lligant-se el cos de la seva estimada morta a l'esquena, al seu fill en la faixa i va sortir al galop del mas muntat en el seu cavall enmig dels trets dels migueletes sense resultar ni tan sols ferit. L'endemà va lliurar el cadàver de María a la seva família i el 10 de gener va ser a batejar al seu fill a l'església de Grazalema. Quan hi va arribar la gent estava espantada per una possible represàlia del bandoler, però "el Tempranillo" no va fer res i ningú va cridar a les autoritats, respectant així el seu dolor.
L'agost de 1832 Ferran VII va donar l'indult a tots aquells que volguessin servir la llei i ser lliures, liquidant tots els bandolers que no s'unissin a la proposta. "El Tempranillo" va parlar amb els seus homes dient-los que si el seguien seran lliures i no seran arrestats, però que si no el seguien els buscaria i els portaria al patíbul. "El Lero", "el Venitas" i "el de la Torre" se'l van unir, però "el Veneno" va dir que el busquessin, que mai deixaria de ser el que era. Així va començar una lluita entre bandolers ben ordida pel Rei. Al desembre d'aquest any va caure ajusticiat "el Veneno".

## Defunció
En plena lluita entre bandolers, el dia 23 de setembre, "el Tempranillo", prop d'una hisenda que tenia a Alameda (Andalusia), es va topar amb una emboscada d'un antic company, "el Barberillo", qui li va disparar ferint-lo mortalment i posant fi a la seva vida amb 28 anys.